# Ain Anger
Ain Anger (* 17. Juni 1971 in Kihelkonna) ist ein estnischer Opernsänger (Bass).

## Leben
Ain Anger wuchs auf der estnischen Insel Saaremaa auf. Er studierte von 1992 bis 1996 an der Estnischen Musik- und Theaterakademie in Tallinn Gesang. Von 1993 bis 2001 sang er an der Estnischen Nationaloper. Seine internationale Karriere begann 2001 als Solist im Ensemble der Oper Leipzig. 2004–2010 war er im Ensemble der Wiener Staatsoper, sein Debüt war der Monterone in Rigoletto. Im Haus am Ring sang er die großen Rollen seines Fachs wie Philipp (Don Carlo), Sarastro (Zauberflöte), Pogner (Die Meistersinger von Nürnberg), Hunding (Die Walküre) und Gremin (Eugen Onegin). 2009 debütierte er als Fafner (in Rheingold und Siegfried) bei den Bayreuther Festspielen. Eine rege Konzerttätigkeit führte ihn zu den Orchestern in Tokyo, Stockholm, Amsterdam, New York, Cleveland, San Francisco, Saint Louis, Luzern und München. Er arbeitete mit bedeutenden Dirigenten wie Lorin Maazel, Seiji Ozawa, Zubin Mehta, Riccardo Muti, Esa-Pekka Salonen, Franz Welser-Möst und Christian Thielemann. 2013 debütierte er als Daland (Fliegender Holländer) an der Mailänder Scala.

## Auszeichnungen
2013 verlieh ihm der estnische Präsident den Orden des weißen Sterns. Am 12. Juni 2020 wurde ihm in der Wiener Staatsoper der Titel Kammersänger verliehen.

## Diskografie (Auswahl)
- Der Ring des Nibelungen, Christian Thielemann, Wiener Staatsoper (Deutsche Grammophon)
- Parsifal (Deutsche Grammophon)